# Ніцца
Ні́цца (фр. Nice, фр. вимова: [nis]; ніццька окс. Niça, класична норма, або Nissa, нестандартна, pronounced [ˈnisa]; італ. Nizza [ˈnittsa]; грец. Νίκαια; лат. Nicaea) — місто та комуна на південному сході Франції, префектура департаменту Приморські Альпи та друге за чисельністю населення місто регіону Прованс — Альпи — Лазурний Берег після Марселя. Розташоване на крайньому південному сході Франції, у тридцятьох кілометрах від французько-італійського кордону, місто розляглось на березі Середземного моря, вздовж Затоки ангелів та при гирлі річки Пайон.
Із населенням 340 017 жителів (за даними перепису 2017 року), Ніцца є п'ятою за чисельністю населення комуною у Франції (після Парижа, Марселя, Ліона і Тулузи). Місто розташоване в серці сьомої за населенням міської зони Франції (1 004 914 жителів 2012 року). Ніцца є центром метрополії Лазурний берег Ніцци, до якої входять 48 комун з 536 327 жителями (2013). Чисельність населення, яке проживає в межах схеми територіальної узгодженості Ніцци, що була створена 2003 року і перегрупувала 28 комун, становить 517 500 жителів (оцінка 2005 року).
2021 року місто додали до списку Світової спадщини ЮНЕСКО як «Ніцца, зимовий курорт французької Рив'єри».

## Загальний опис
Муніципалітет розміщений на відстані близько 690 км на південний схід від Парижа, 160 км на схід від Марселя.
Порт на півдні Франції, на березі Середземного моря. Великий транспортний вузол. Один з головних курортних центрів Французької Рив'єри. Однією із туристичних принад міста є Англійська набережна.
Населення зайняте в основному в сфері обслуговування; є промислові підприємства харчової, текстильної, швейної, парфумерної, меблевої, електротехнічної та інших галузей промисловості; виготовлення сувенірів. У передмістях — квітництво й плодівництво.
У Ніцці народився Джузеппе Гарібальді; тут знаходиться могила Олександра Герцена. У художньому музеї Ніцци є окрема зала з творами української і французької художниці Марії Башкирцевої.
Університет (з 1965). Кіностудія; 8 музеїв (у тому числі археологічний, історії природознавства, образотворчих мистецтв, Анрі Матісса й інші). Собор, церкви й палаци XVII–XVIII століть у стилі італійського бароко. Приморська частина міста забудована пишними еклектичними будинками XIX — початку XX століть.

## Географія

### Клімат
| Клімат Ніцци (1981—2010)                                             | Клімат Ніцци (1981—2010) | Клімат Ніцци (1981—2010) | Клімат Ніцци (1981—2010) | Клімат Ніцци (1981—2010) | Клімат Ніцци (1981—2010) | Клімат Ніцци (1981—2010) | Клімат Ніцци (1981—2010) | Клімат Ніцци (1981—2010) | Клімат Ніцци (1981—2010) | Клімат Ніцци (1981—2010) | Клімат Ніцци (1981—2010) | Клімат Ніцци (1981—2010) | Клімат Ніцци (1981—2010) |
| Показник                                                             | Січ.                     | Лют.                     | Бер.                     | Квіт.                    | Трав.                    | Черв.                    | Лип.                     | Серп.                    | Вер.                     | Жовт.                    | Лист.                    | Груд.                    | Рік                      |
| Абсолютний максимум, °C                                              | 22,5                     | 25,8                     | 26,1                     | 26,0                     | 30,3                     | 36,8                     | 37,0                     | 37,7                     | 33,9                     | 29,9                     | 25,4                     | 22,0                     | 37,7                     |
| Середній максимум, °C                                                | 13,1                     | 13,4                     | 15,2                     | 17,0                     | 20,7                     | 24,3                     | 27,3                     | 27,7                     | 24,6                     | 21,0                     | 16,6                     | 13,8                     | 19,6                     |
| Середня температура, °C                                              | 9,2                      | 9,6                      | 11,6                     | 13,6                     | 17,4                     | 20,9                     | 23,8                     | 24,1                     | 21,0                     | 17,4                     | 12,9                     | 10,0                     | 16,0                     |
| Середній мінімум, °C                                                 | 5,3                      | 5,9                      | 7,9                      | 10,2                     | 14,1                     | 17,5                     | 20,3                     | 20,5                     | 17,3                     | 13,7                     | 9,2                      | 6,3                      | 12,4                     |
| Абсолютний мінімум, °C                                               | −7,2                     | −5,8                     | −5                       | 2,9                      | 3,7                      | 8,1                      | 11,7                     | 11,4                     | 7,6                      | 4,2                      | 0,1                      | −2,7                     | −7,2                     |
| Температура води, °C                                                 | 13,4                     | 13,0                     | 13,4                     | 14,6                     | 18,0                     | 21,8                     | 23,1                     | 23,6                     | 22,2                     | 19,6                     | 17,4                     | 14,9                     | 17,9                     |
| Середня кількість сонячних годин на місяць                           | 157,7                    | 171,2                    | 217,5                    | 224,0                    | 267,1                    | 306,1                    | 347,5                    | 315,8                    | 242,0                    | 187,0                    | 149,3                    | 139,3                    | 2724,2                   |
| Норма опадів, мм                                                     | 69.0                     | 44.7                     | 38.7                     | 69.3                     | 44.6                     | 34.3                     | 12.1                     | 17.8                     | 73.1                     | 132.8                    | 103.9                    | 92.7                     | 733.0                    |
| Днів з опадами                                                       | 5,8                      | 4,7                      | 4,6                      | 7,1                      | 5,2                      | 3,8                      | 1,8                      | 2,4                      | 4,9                      | 7,2                      | 7,2                      | 6,4                      | 61,2                     |
| Днів зі снігом                                                       | 0,4                      | 0,6                      | 0,1                      | 0                        | 0                        | 0                        | 0                        | 0                        | 0                        | 0                        | 0                        | 0,1                      | 1,2                      |
| Вологість повітря, %                                                 | 67                       | 68                       | 69                       | 72                       | 75                       | 75                       | 73                       | 72                       | 74                       | 73                       | 71                       | 67                       | 71.3                     |
| -------------------------------------------------------------------- | ------------------------ | ------------------------ | ------------------------ | ------------------------ | ------------------------ | ------------------------ | ------------------------ | ------------------------ | ------------------------ | ------------------------ | ------------------------ | ------------------------ | ------------------------ |
| Джерело: Météo-FranceWeather AtlasInfoclimat.fr (відносна вологість) |                          |                          |                          |                          |                          |                          |                          |                          |                          |                          |                          |                          |                          |

## Історія
- Савойське герцогство

## Демографія
Динаміка населення (INSEE ):
Розподіл населення за віком та статтю (2006):
| Стать | Всього  | До 15 років | 15-24  | 25-44  | 45-64  | 65-85  | Понад 85 |
| --- | ------- | ----------- | ------ | ------ | ------ | ------ | -------- |
| Чоловіки | 159 454 | 27 388      | 23 047 | 41 109 | 38 592 | 26 001 | 3317     |
| Жінки | 187 536 | 26 869      | 23 360 | 45 003 | 45 212 | 38 851 | 8241     |
| \| Статево-вікова піраміда \| Статево-вікова піраміда \| Статево-вікова піраміда \| \| ----------------------- \| ----------------------- \| ----------------------- \| \| Чоловіки \| Вік \| Жінки \| \| 3317 \| 85 + \| 8241 \| \| 4852 \| 80-84 \| 9187 \| \| 6274 \| 75-79 \| 9965 \| \| 7472 \| 70-74 \| 10 097 \| \| 7403 \| 65-69 \| 9602 \| \| 8445 \| 60-64 \| 10 016 \| \| 9950 \| 55-59 \| 12 214 \| \| 10 043 \| 50-54 \| 11 599 \| \| 10 154 \| 45-49 \| 11 383 \| \| 10 526 \| 40-44 \| 11 754 \| \| 10 517 \| 35-39 \| 11 415 \| \| 10 132 \| 30-34 \| 11 058 \| \| 9934 \| 25-29 \| 10 776 \| \| 11 943 \| 20-24 \| 12 537 \| \| 11 104 \| 15-20 \| 10 823 \| \| 9307 \| 10-14 \| 9136 \| \| 8937 \| 5-9 \| 8505 \| \| 9144 \| 0-4 \| 9228 \| |         |             |        |        |        |        |          |
| Статево-вікова піраміда |         |             |        |        |        |        |          |
| Чоловіки | Вік     | Жінки       |        |        |        |        |          |
| 3317 | 85 +    | 8241        |        |        |        |        |          |
| 4852 | 80-84   | 9187        |        |        |        |        |          |
| 6274 | 75-79   | 9965        |        |        |        |        |          |
| 7472 | 70-74   | 10 097      |        |        |        |        |          |
| 7403 | 65-69   | 9602        |        |        |        |        |          |
| 8445 | 60-64   | 10 016      |        |        |        |        |          |
| 9950 | 55-59   | 12 214      |        |        |        |        |          |
| 10 043 | 50-54   | 11 599      |        |        |        |        |          |
| 10 154 | 45-49   | 11 383      |        |        |        |        |          |
| 10 526 | 40-44   | 11 754      |        |        |        |        |          |
| 10 517 | 35-39   | 11 415      |        |        |        |        |          |
| 10 132 | 30-34   | 11 058      |        |        |        |        |          |
| 9934 | 25-29   | 10 776      |        |        |        |        |          |
| 11 943 | 20-24   | 12 537      |        |        |        |        |          |
| 11 104 | 15-20   | 10 823      |        |        |        |        |          |
| 9307 | 10-14   | 9136        |        |        |        |        |          |
| 8937 | 5-9     | 8505        |        |        |        |        |          |
| 9144 | 0-4     | 9228        |        |        |        |        |          |

## Економіка
2010 року серед 213 709 осіб працездатного віку (15—64 років) 149 180 були активними, 64 529 — неактивними (показник активності 69,8%, у 1999 році було 66,3%). З 149 180 активних мешканців працювала 129 541 особа (65 874 чоловіки та 63 667 жінок), безробітними було 19 639 (9507 чоловіків та 10 132 жінки). Серед 64 529 неактивних 26 172 особи були учнями чи студентами, 15593 — пенсіонерами, 22764 були неактивними з інших причин.
2008 року у муніципалітеті налічувалось 173887 оподаткованих домогосподарств, у яких проживали 363173 особи, медіана доходів становила 17 316 євро на одного особоспоживача.
2010 року в муніципалітеті числилось 175501 оподатковане домогосподарство, у яких проживали 364160,0 особи, медіана доходів виносила 17 873 євро на одного особоспоживача

## Транспорт

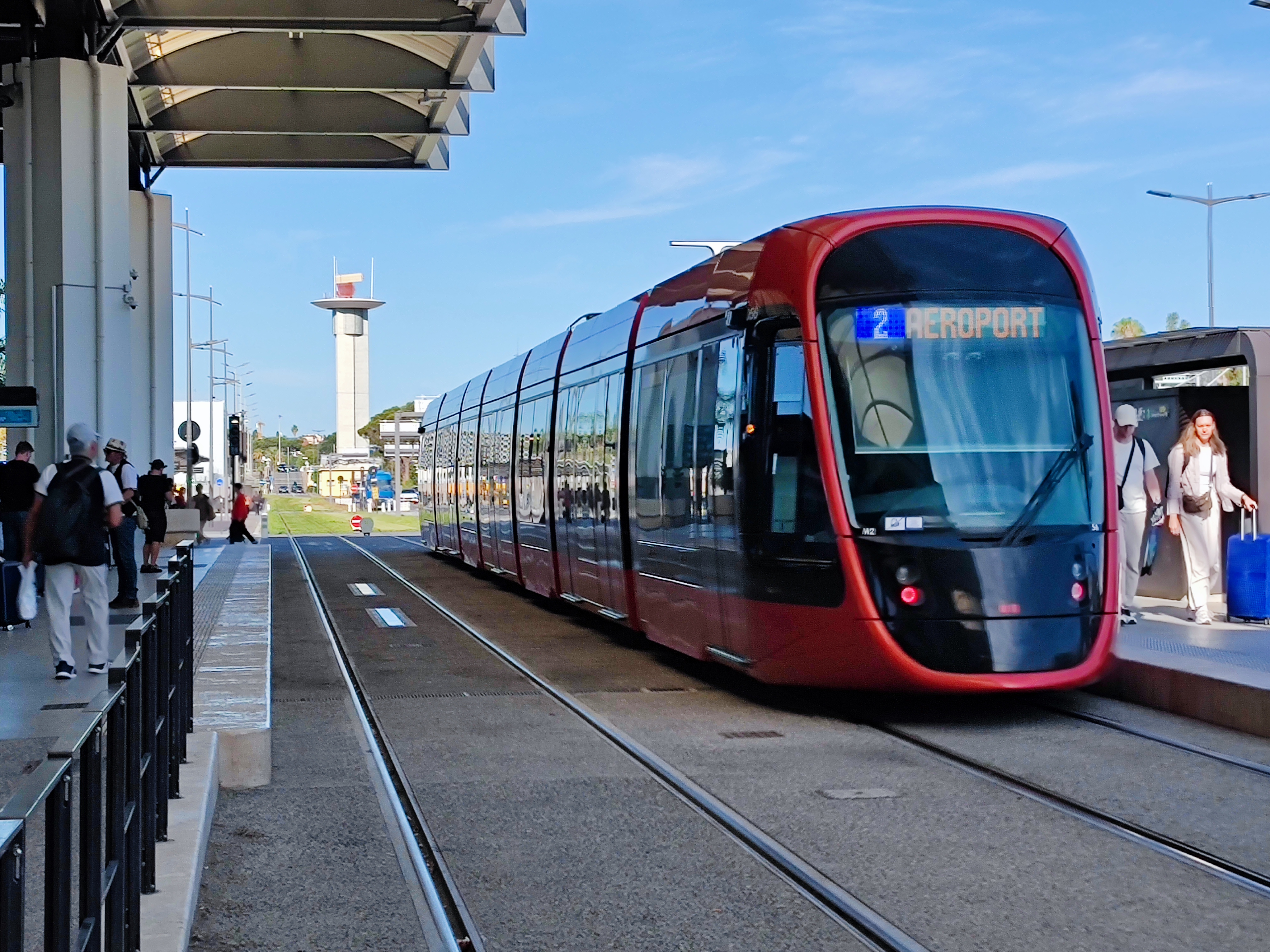
Трамвай в Ніцці.

Аеропорт «Ніцца-Лазурний Берег» (фр. Aéroport Nice Côte d'Azur) є третім за пасажиропотоком аеропортом Франції. Щороку ним користуються понад 10 млн пасажирів. Гелікоптерна лінія з'єднує аеропорт Ніцци с геліопортом Монако.
Залізниці сполучають Ніццу з іншими містами узбережжя, а також з Монако.
У місті діють трамвайні та численні автобусні лінії.

## Спорт
У місті діє професійний футбольний клуб «Ніцца».

## Персоналії

### Народилися
- Раймон Пеллегрен (1925—2007) — французький актор театру, кіно та телебачення
- Жорж Лотнер (1926—2013) — французький кінорежисер, сценарист і продюсер
- Франсіс Ле (1932—2018) — французький композитор і акордеоніст
- Мілен Демонжо (*1935) — французька кіноакторка українського походження
- Мішель Мерсьє (*1939) — французька кіноакторка
- Філіпп Леотар (1940—2001) — французький театральний та кіноактор, шансоньє
- Бернар Зіцерманн (*1942) — французький кінооператор.

### Померли
- Копилов Микола Іванович — полковник Армії УНР
- Нуджевський Митрофан Єфимович — генерал-майор Російської Імператорської Армії , український військовий і громадсько-політичний діяч, ініцатор відродження українського козацтва.

## Міста-побратими
- Єреван, Вірменія
- Аліканте, Іспанія
- Брисбен, Австралія
- Венеція, Італія
- Гданськ, Республіка Польща (14 травня 1999)[13]
- Единбург, Велика Британія (2 березня 1957)[14][15]
- Камакура, Японія
- Картахена, Колумбія
- Кейптаун, ПАР
- Кунео, Італія
- Ла-Маддалена, Італія
- Лібревіль, Габон
- Маніла, Філіппіни
- Нетанья, Ізраїль (жовтень 1968)[16]
- Ночі, Італія
- Нумеа, Франція
- Нюрнберг, Німеччина (20 жовтня 1954)[17]
- Папеете, Франція
- Ріо-де-Жанейро, Бразилія
- Салоніки, Греція
- Санкт-Петербург, Росія (22 вересня 1997)[18]
- Санта-Крус-де-Тенерифе, Іспанія
- Сен-Дені, Франція
- Сеґед, Угорщина (1969)[19][20]
- Сорренто, Італія
- Ханчжоу, КНР
- /  Ялта, Україна / Росія

## Галерея

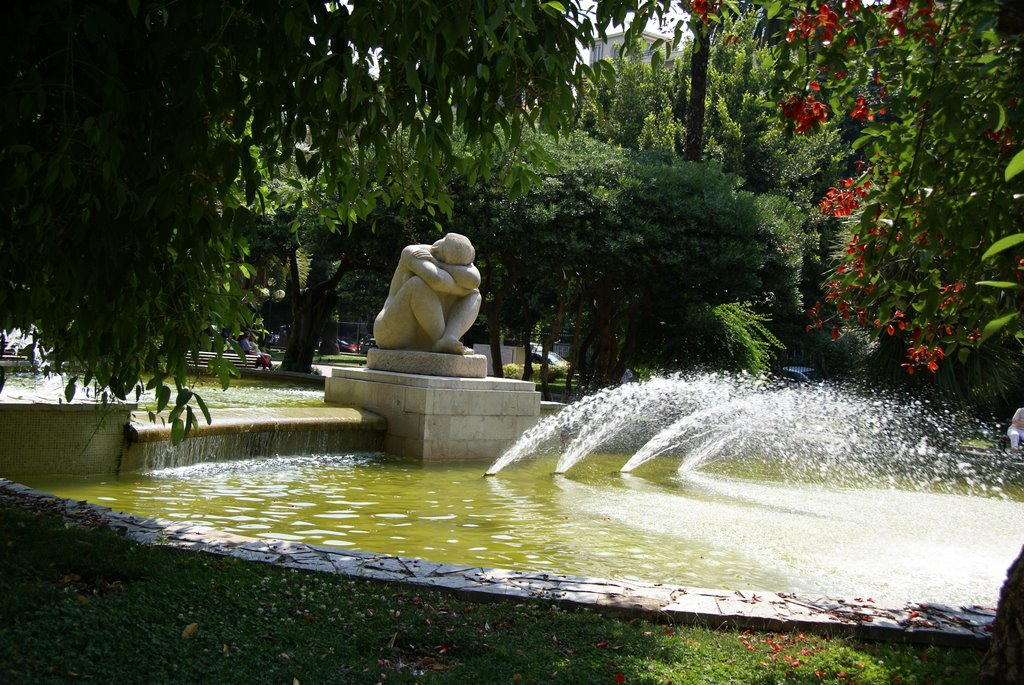
Сад Альзас Лорен
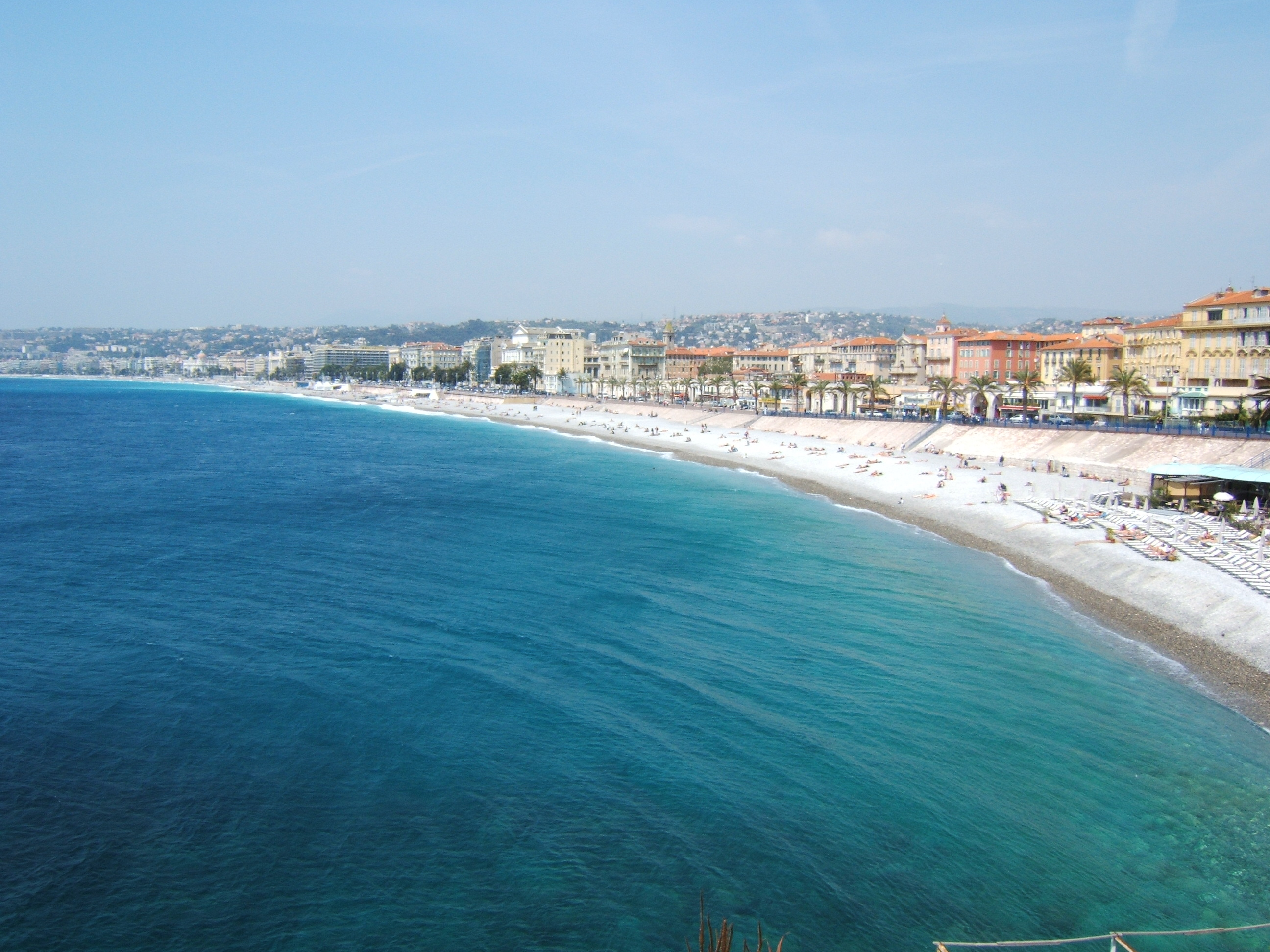
Пляж у затоці Ангелів, вид на пристань Роба Капе (Rauba Capeu)
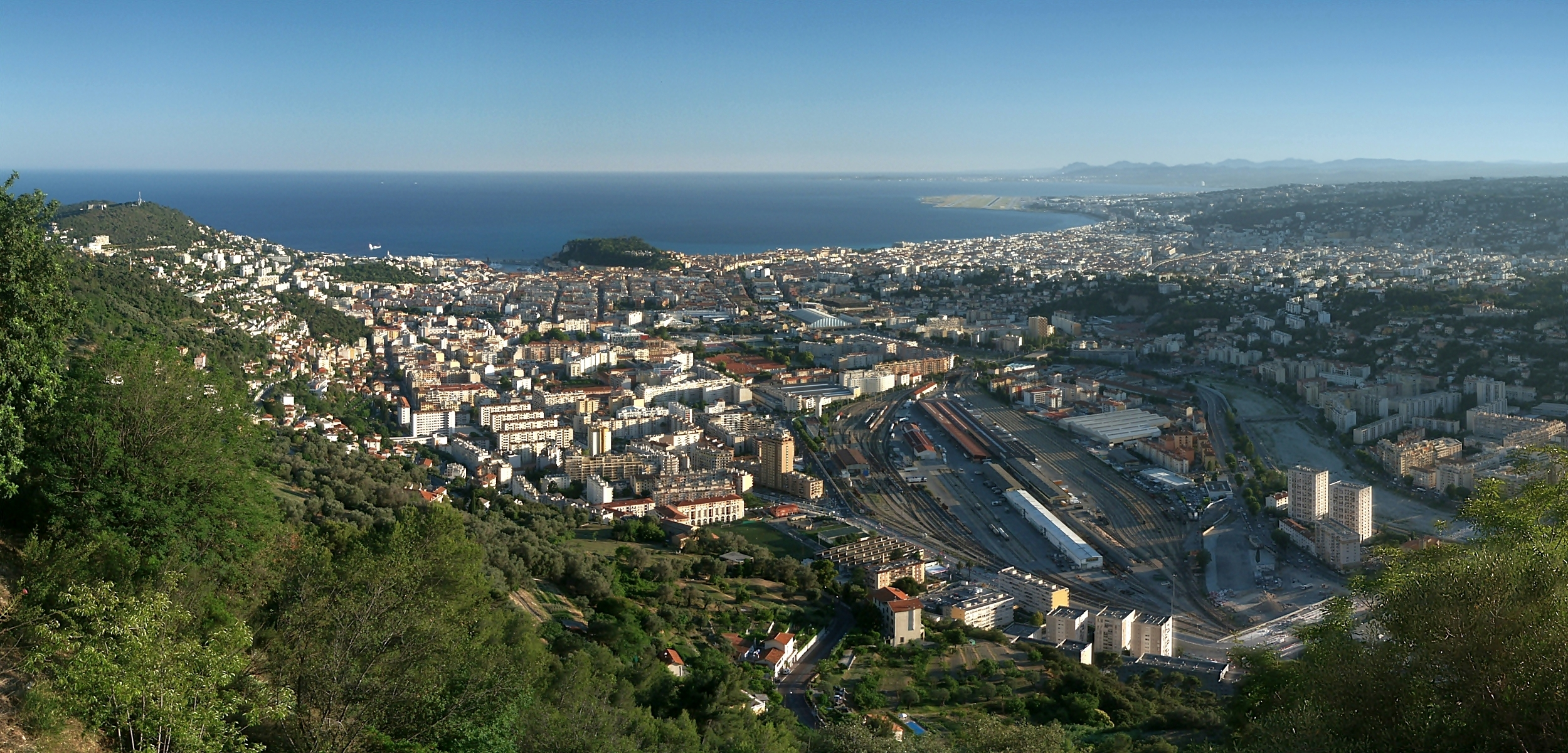
Вид з північного боку міста. На передньому плані громадський проєкт житлового будівництва за проєктом Пастиря Хілл Сім'є, на другому плані Nice-Ville і затока Ангелів на задньому плані
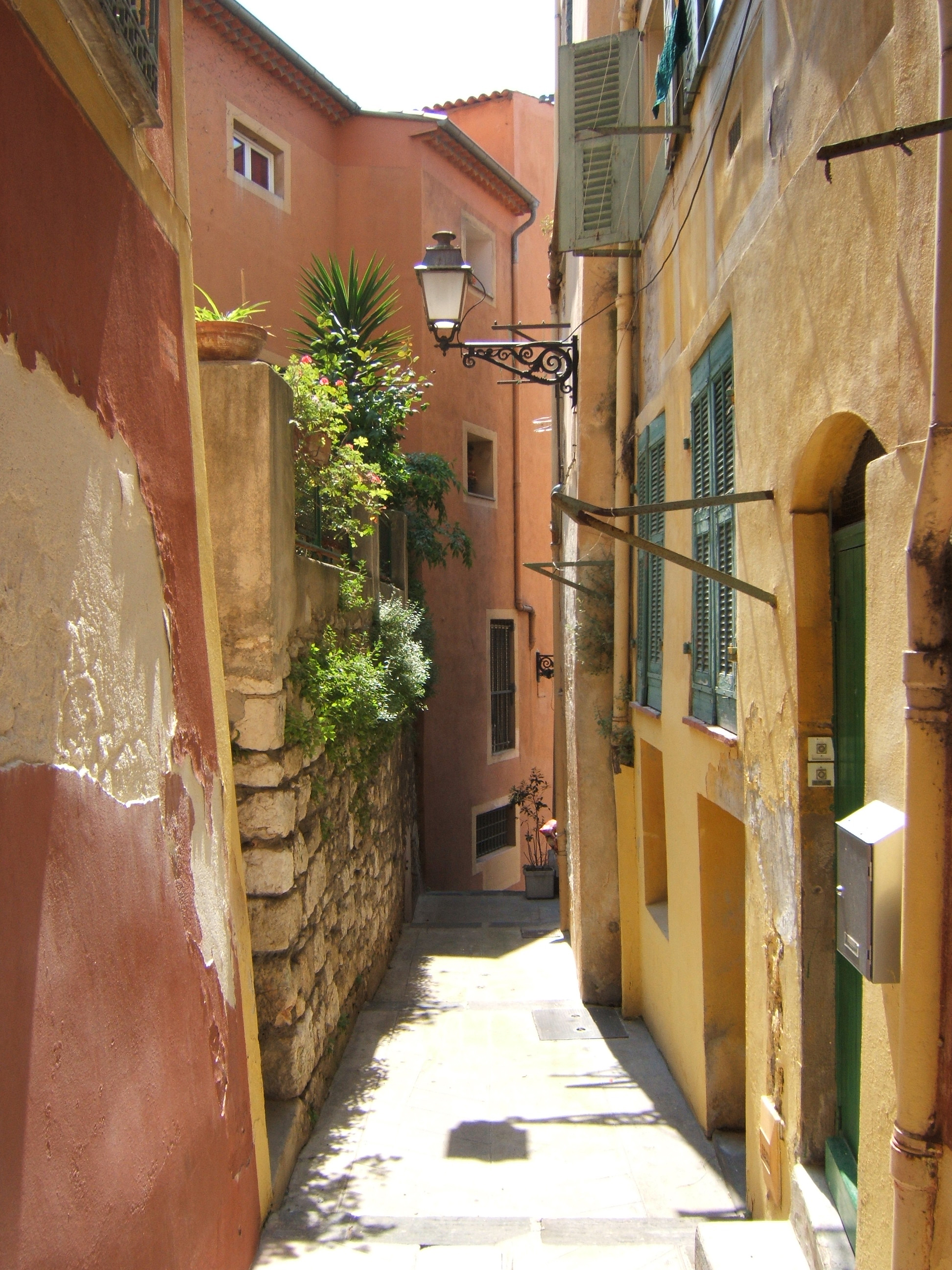
Вуличка старої Ніцци
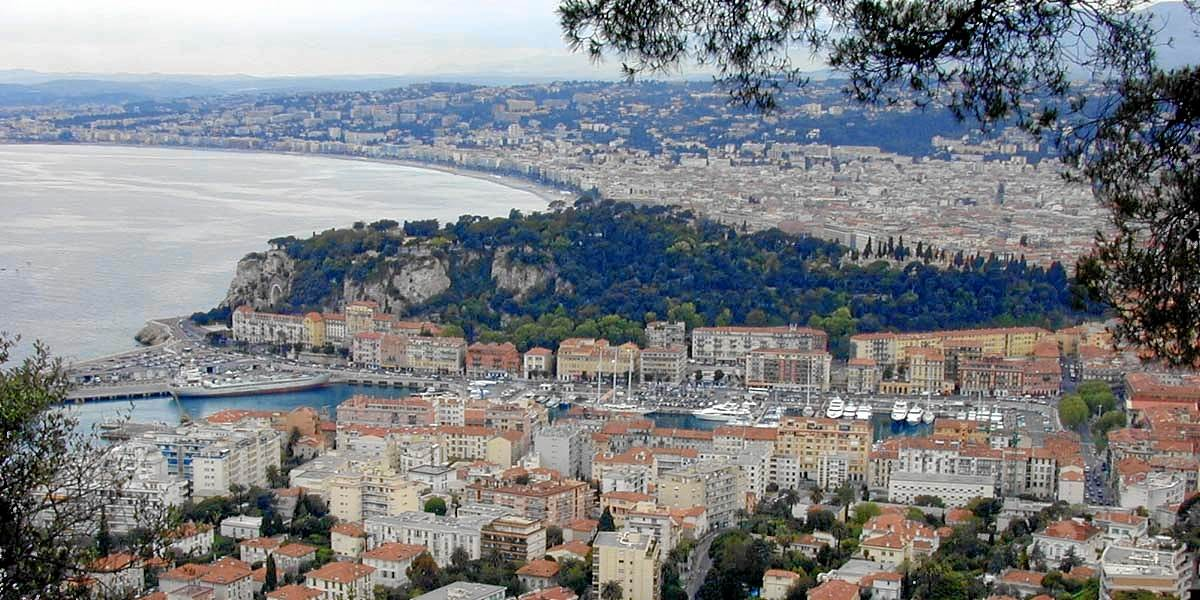
Панорама центральної частини Ніцци
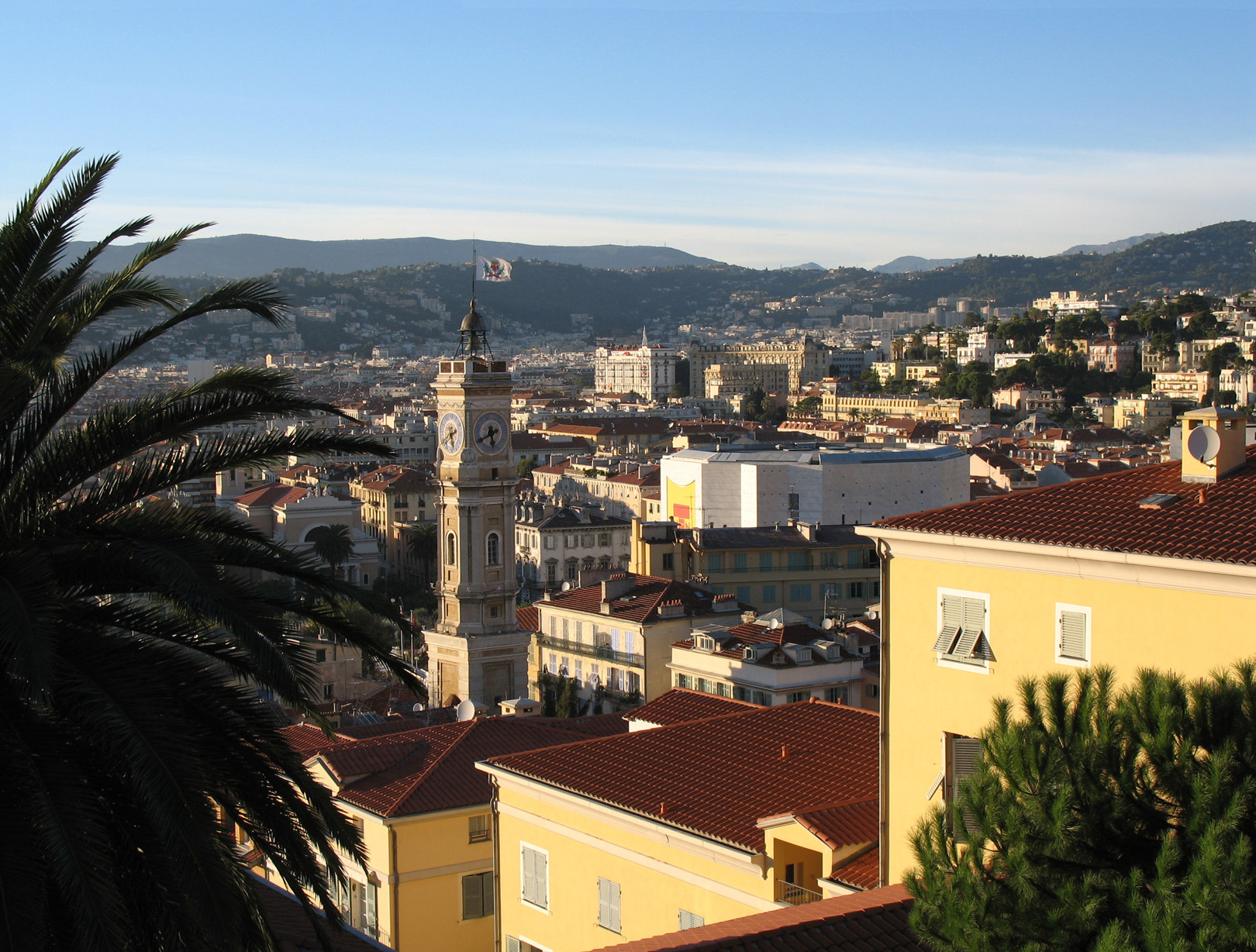
Стара Ніцца
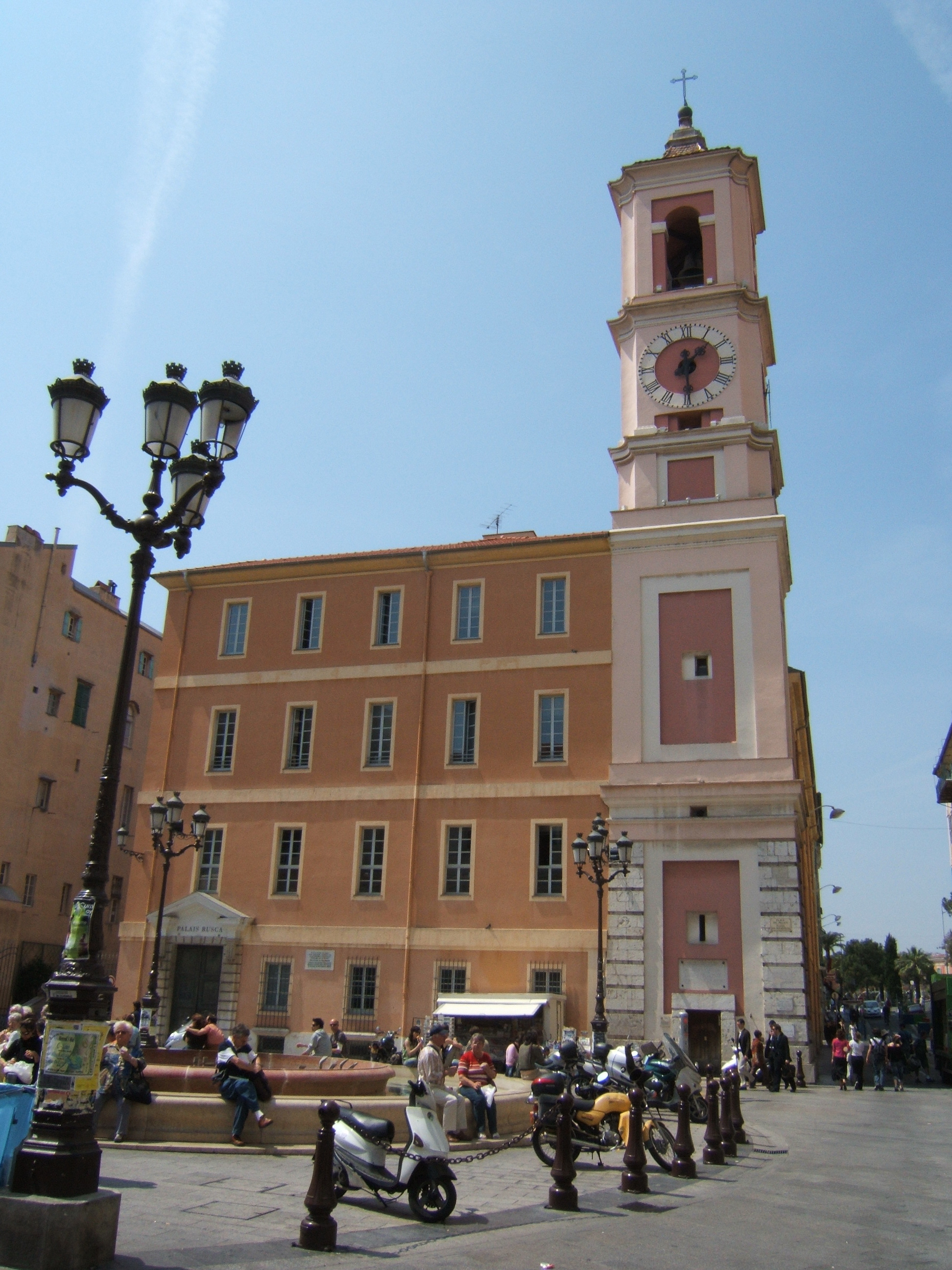
Дзвоник на Руській площі, з видом на вулицю в префектурі.
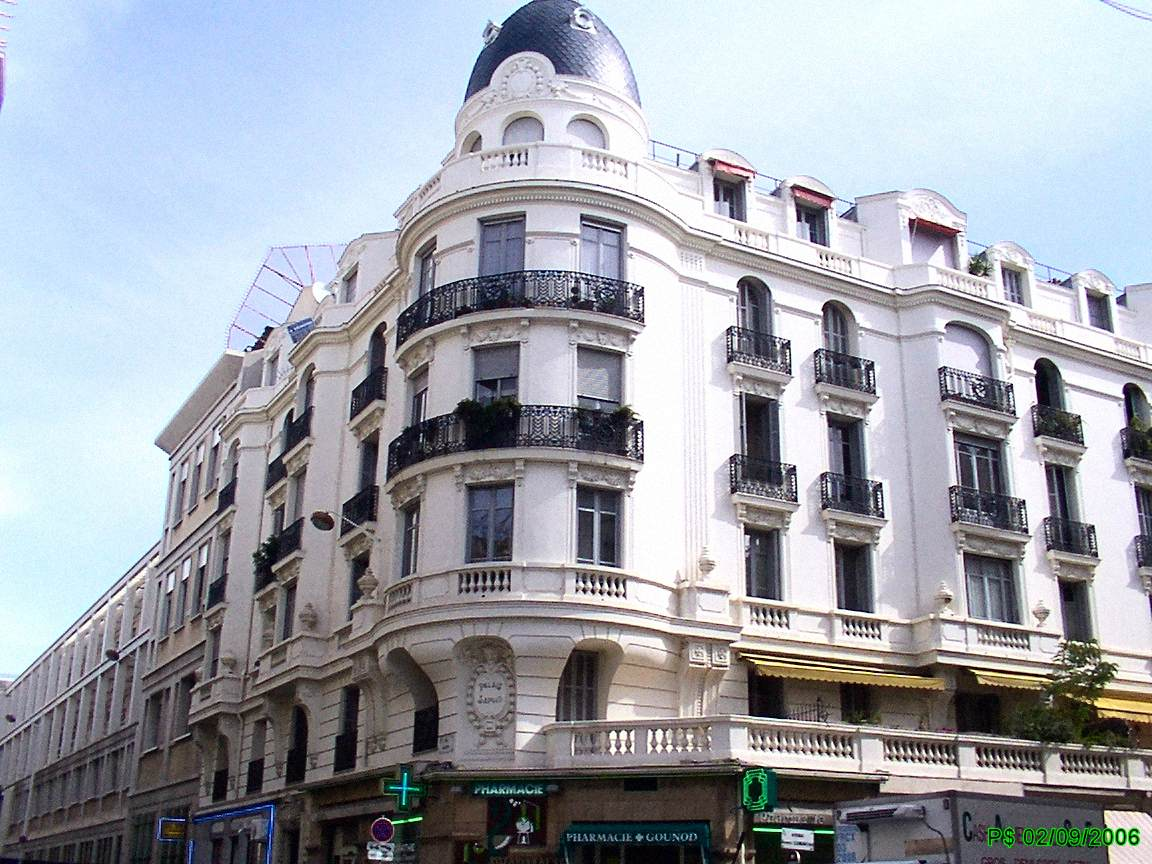
Палац Сафо
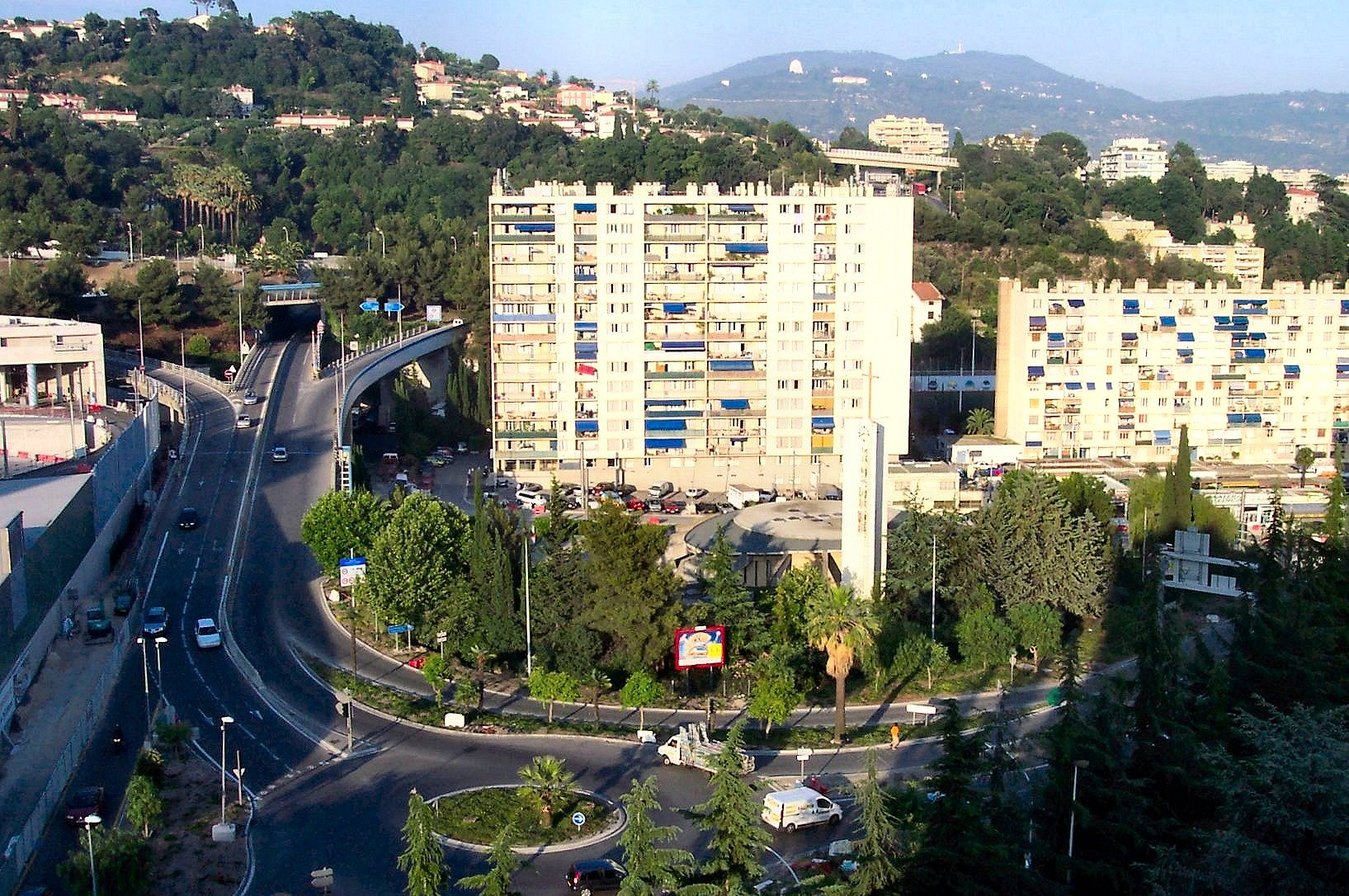
Будинки у Північній Ніцці
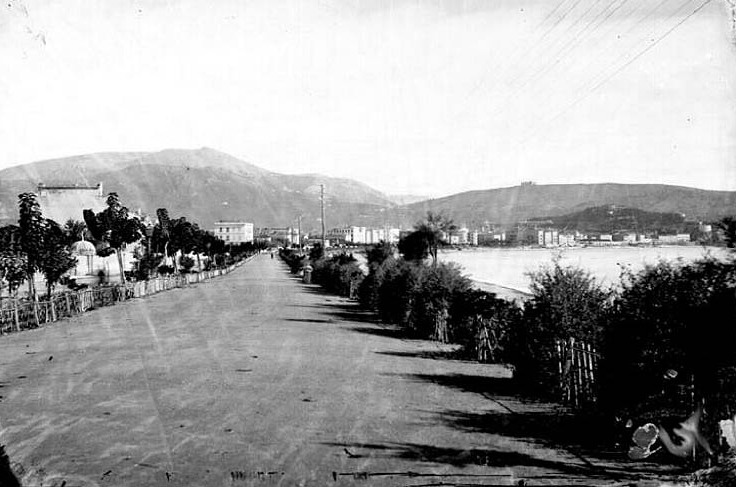
Англійська набережна, 1863. Фото Шарля Негре
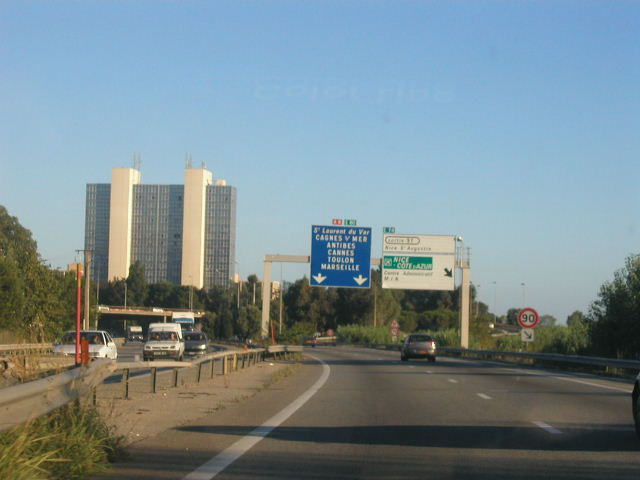
Західний в'їзд в Ніццу по автостраді
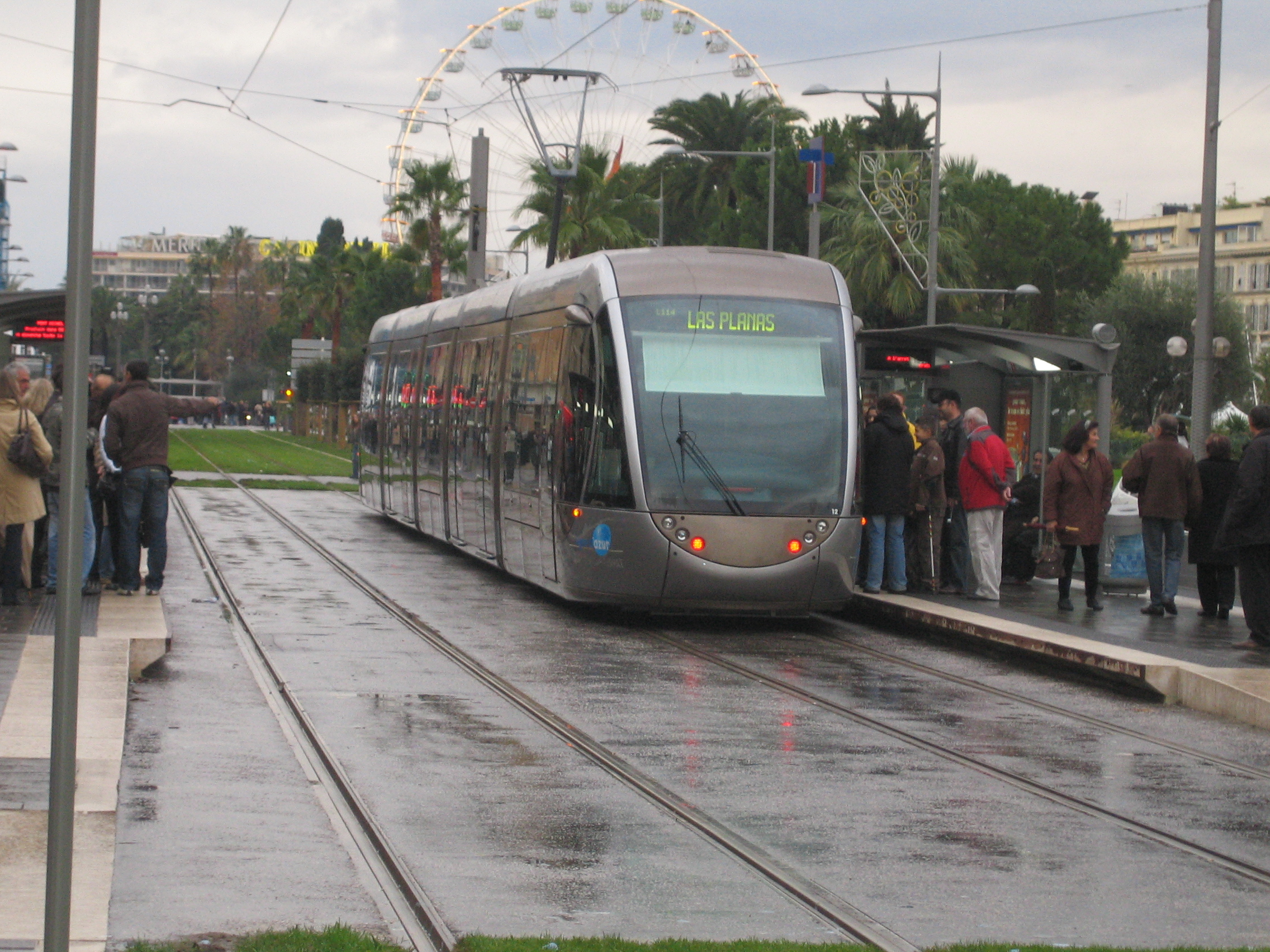
Трамвай перед палацом Масена (Masséna)
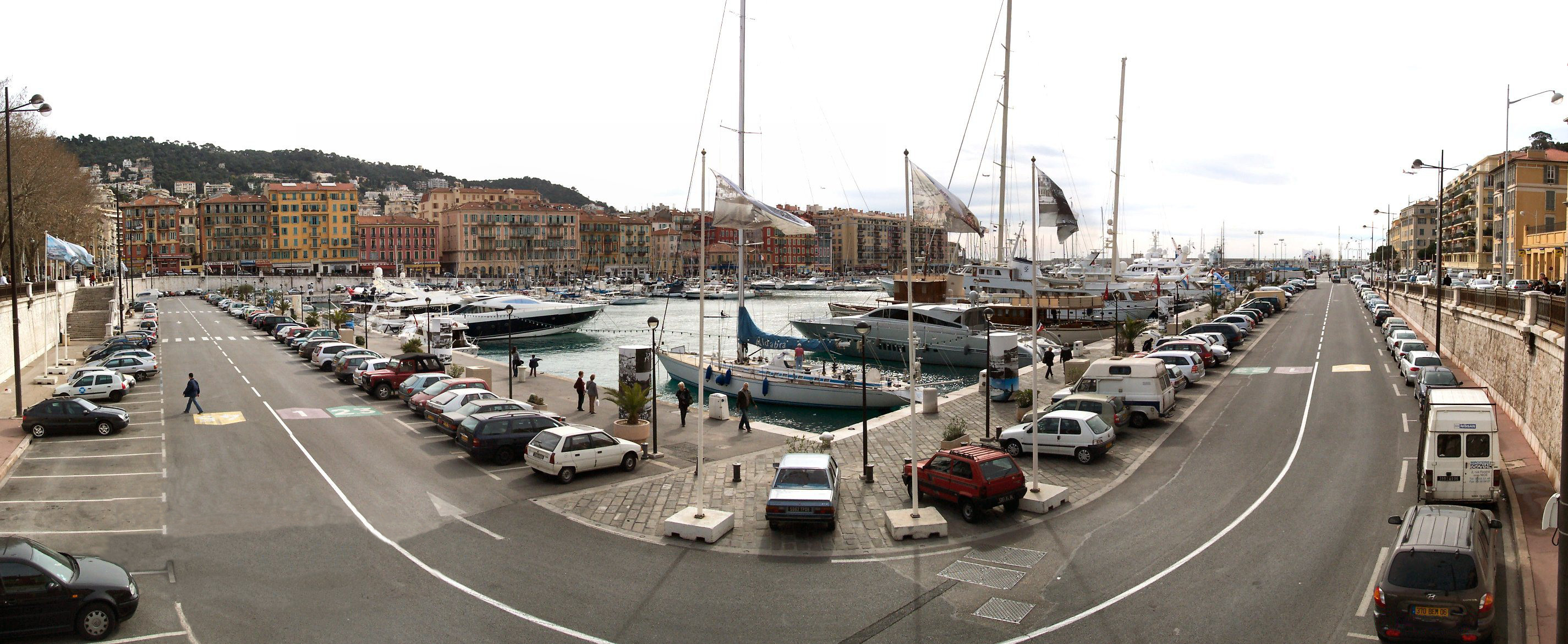
Порт Ніцци
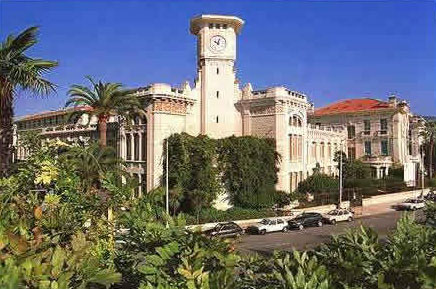
Ліцей Масена та його годинникова вежа
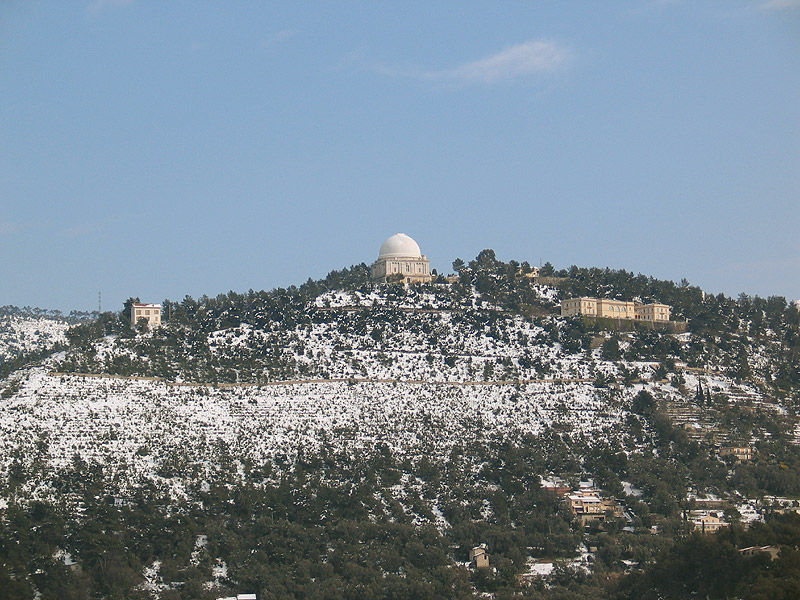
Обсерваторія Ніцци
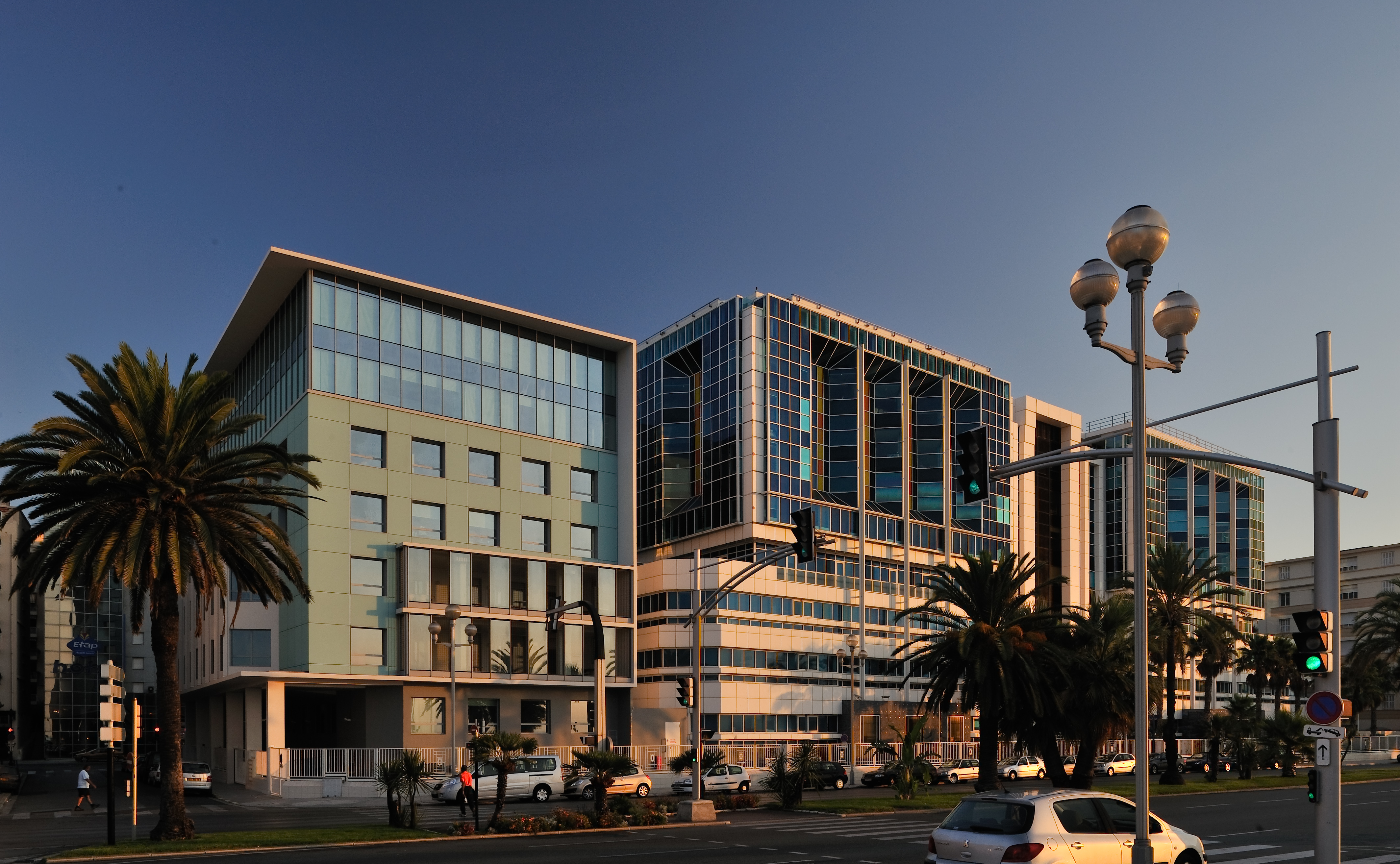
Фонд Ленваль, дитяча лікарня на Англійській набережній
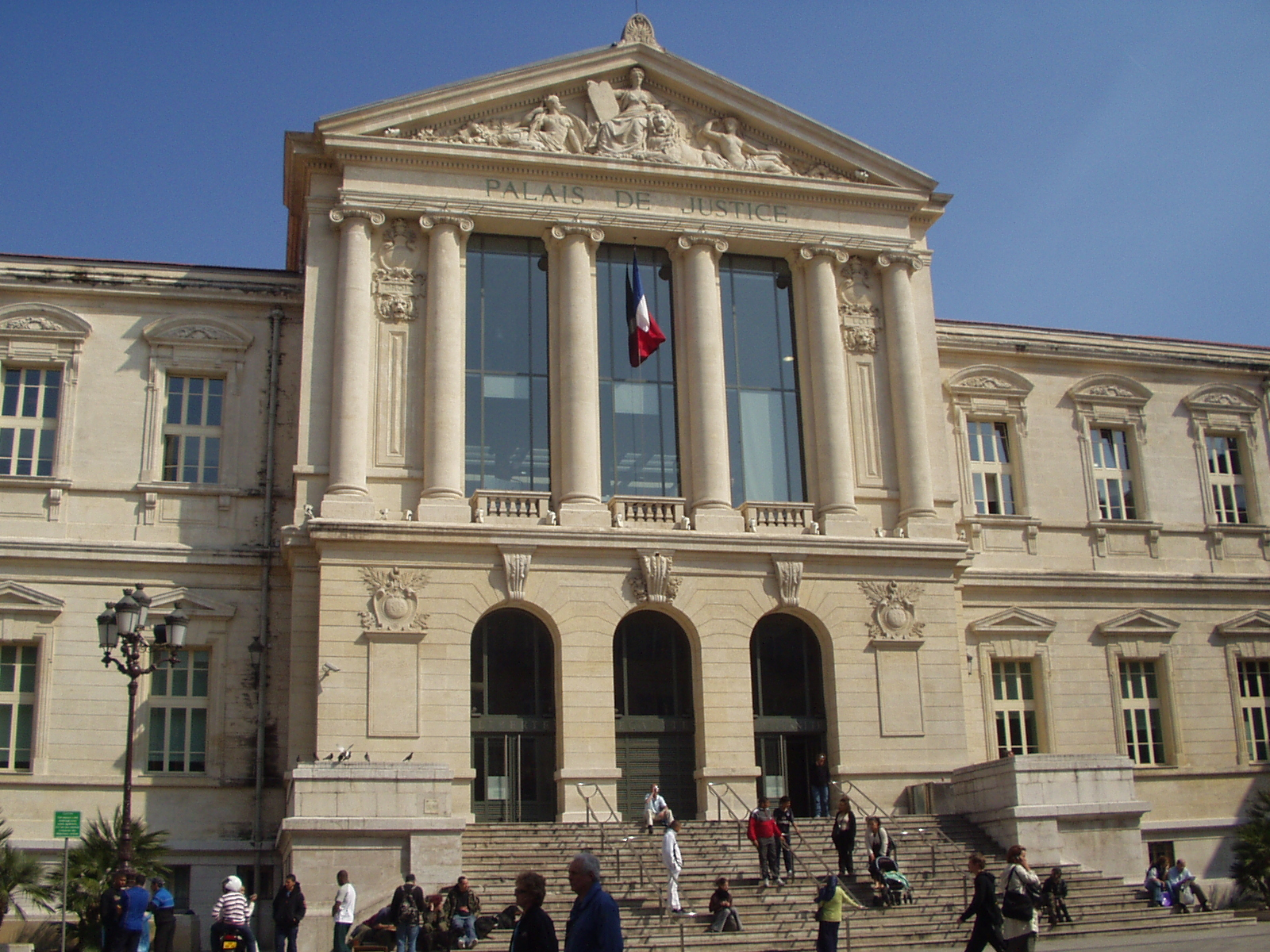
Палац правосуддя Ніцци
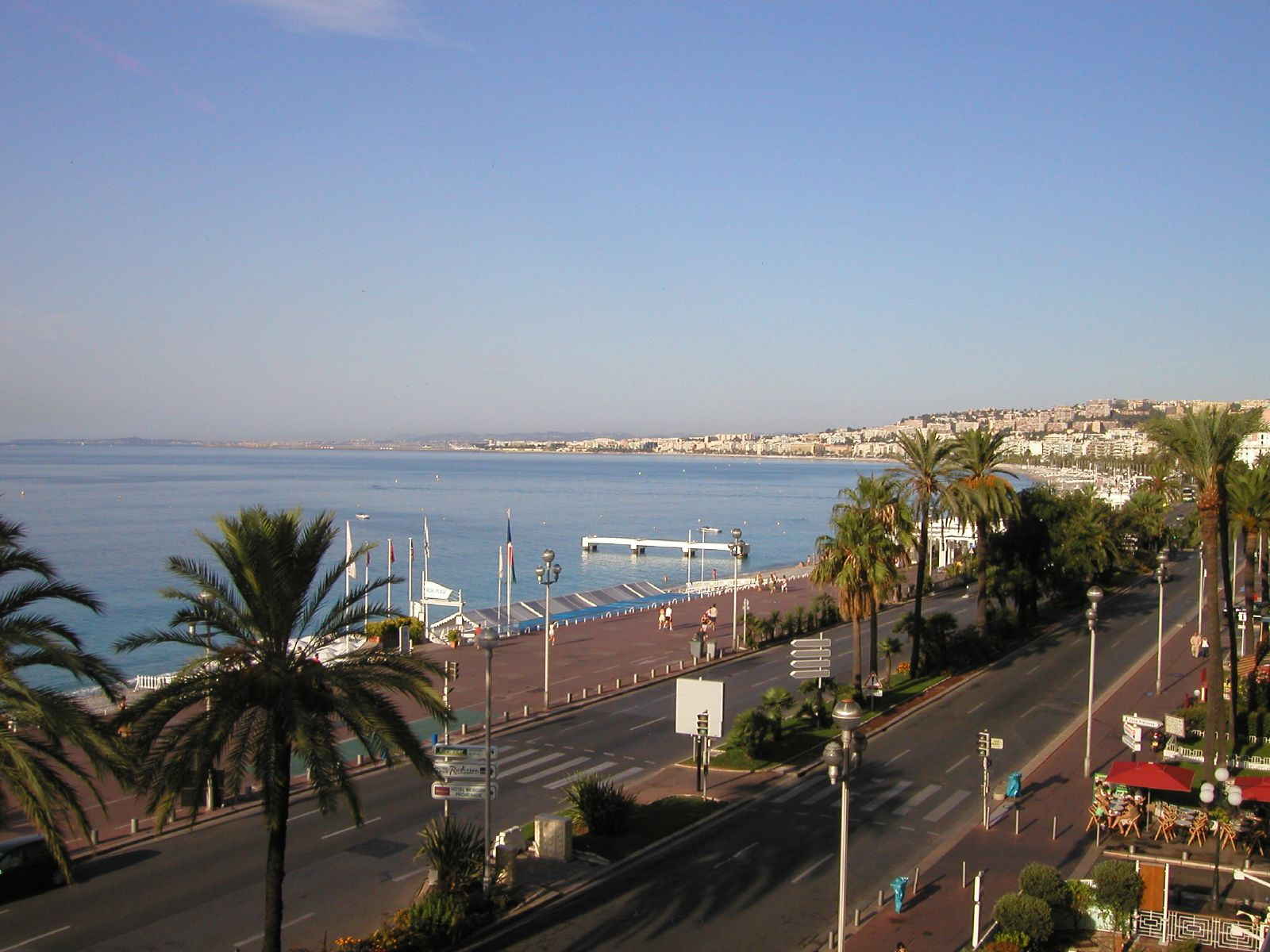
Англійська набережна
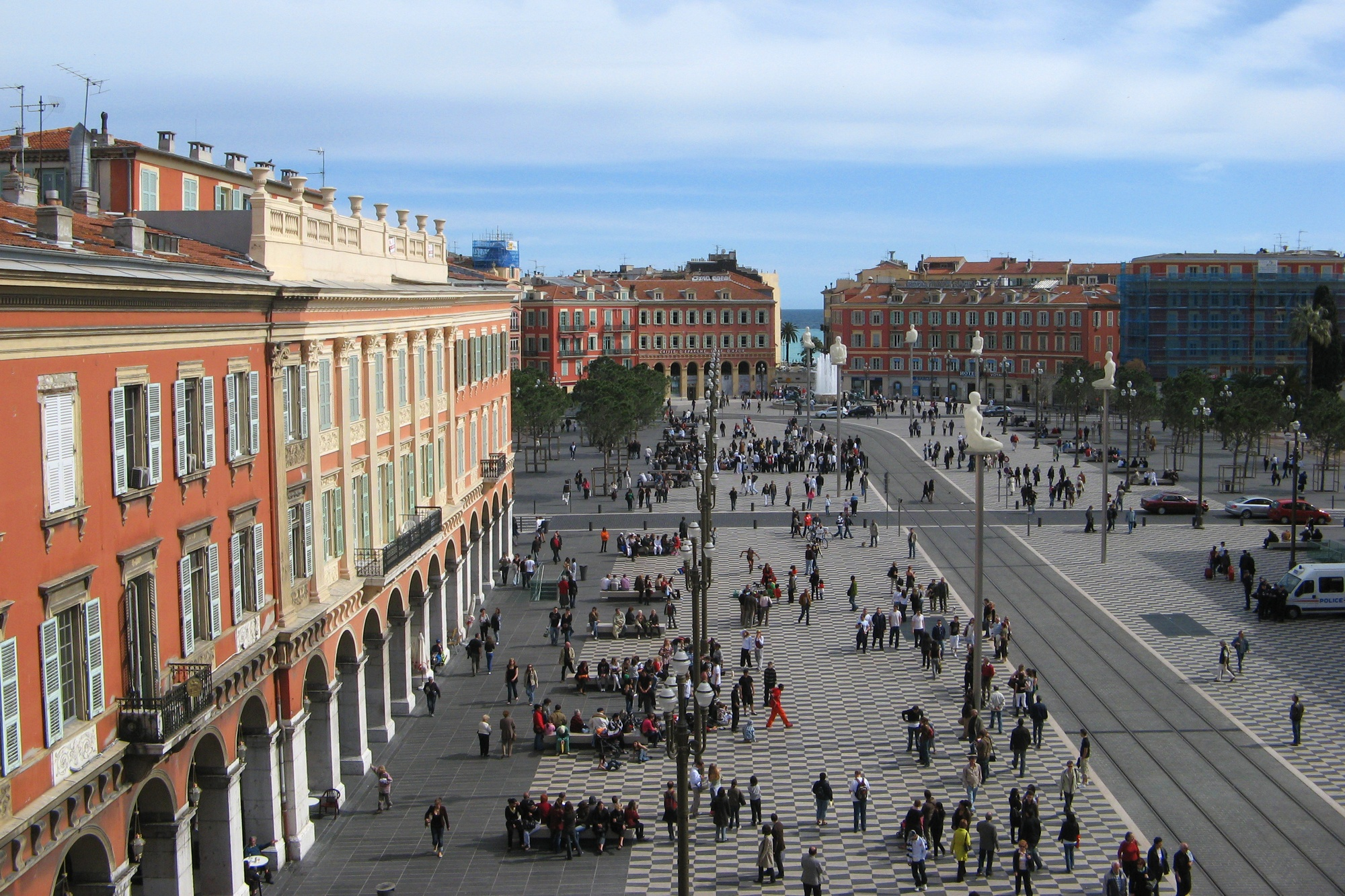
Площа Масена
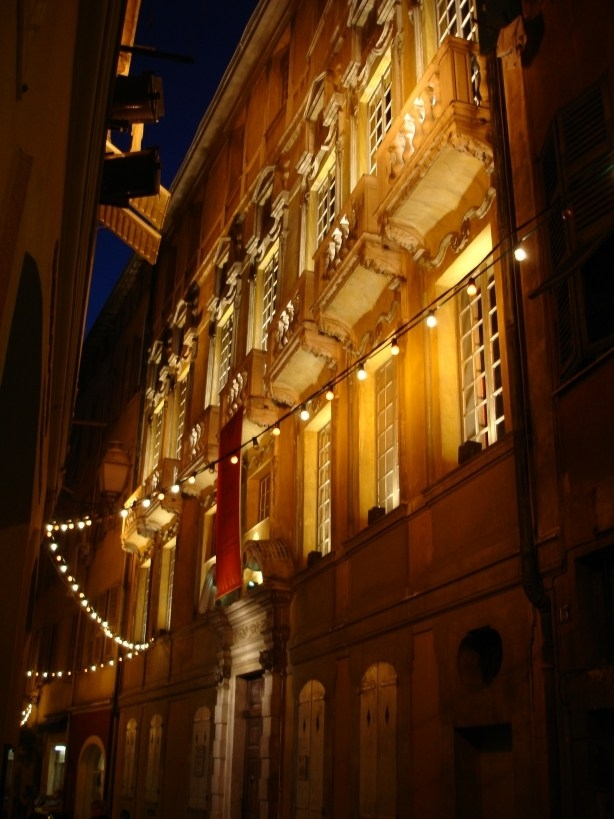
Нічний фасад палацу в Старій Ніцці
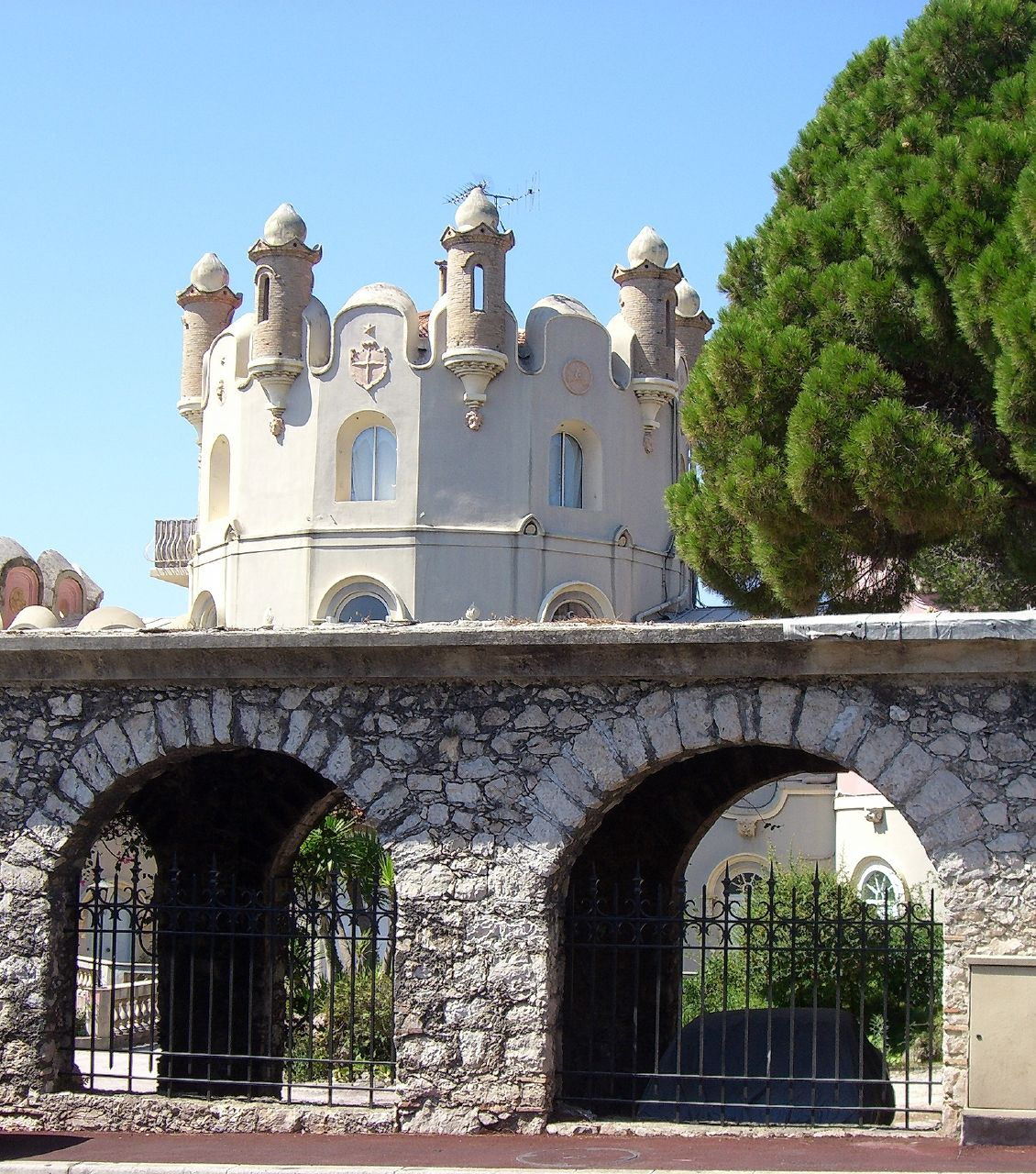
Частина замку Шато де л'Анґле (Château de l'Anglais)
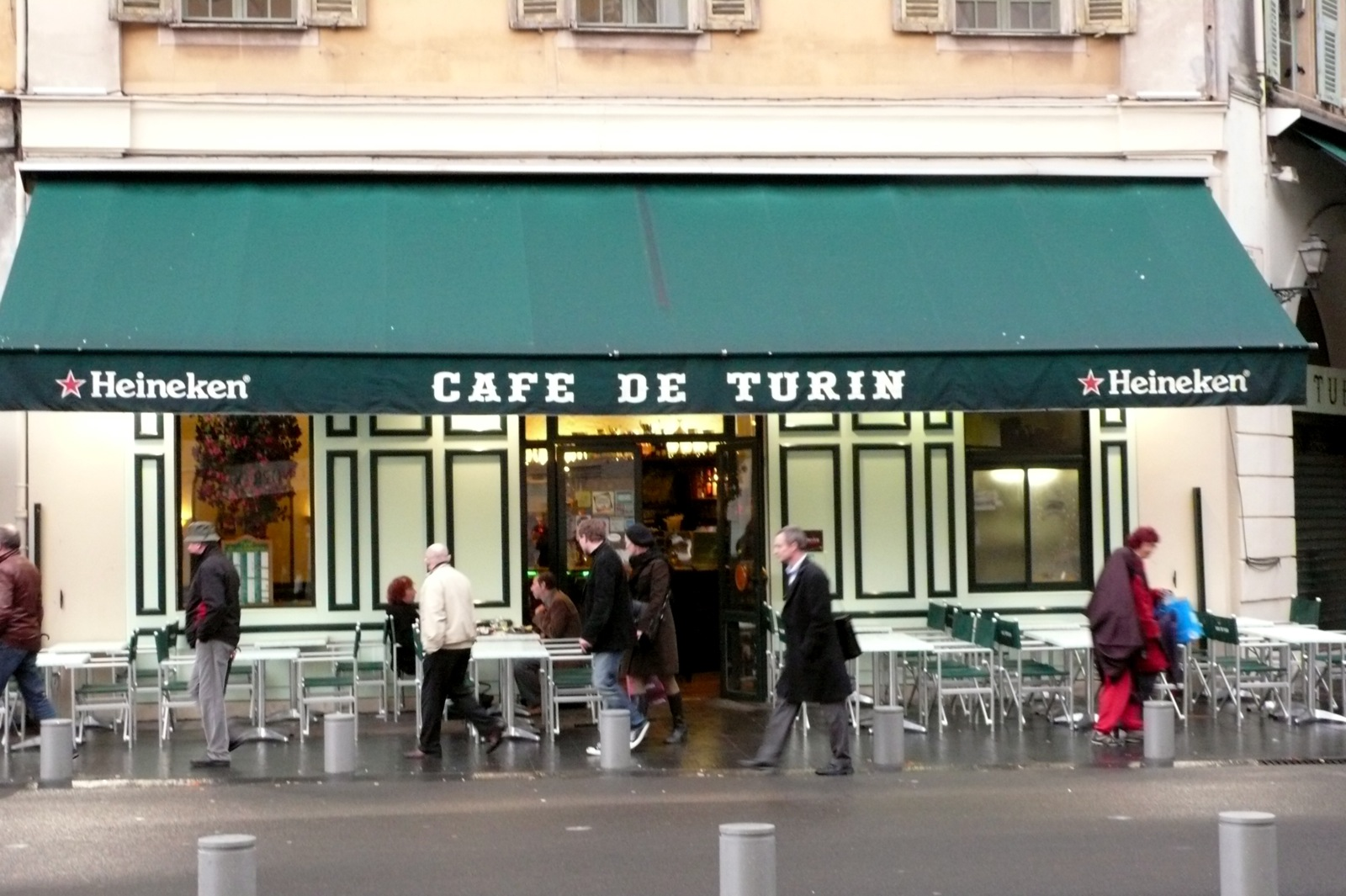
Кафе Турин на площі Гарібальді
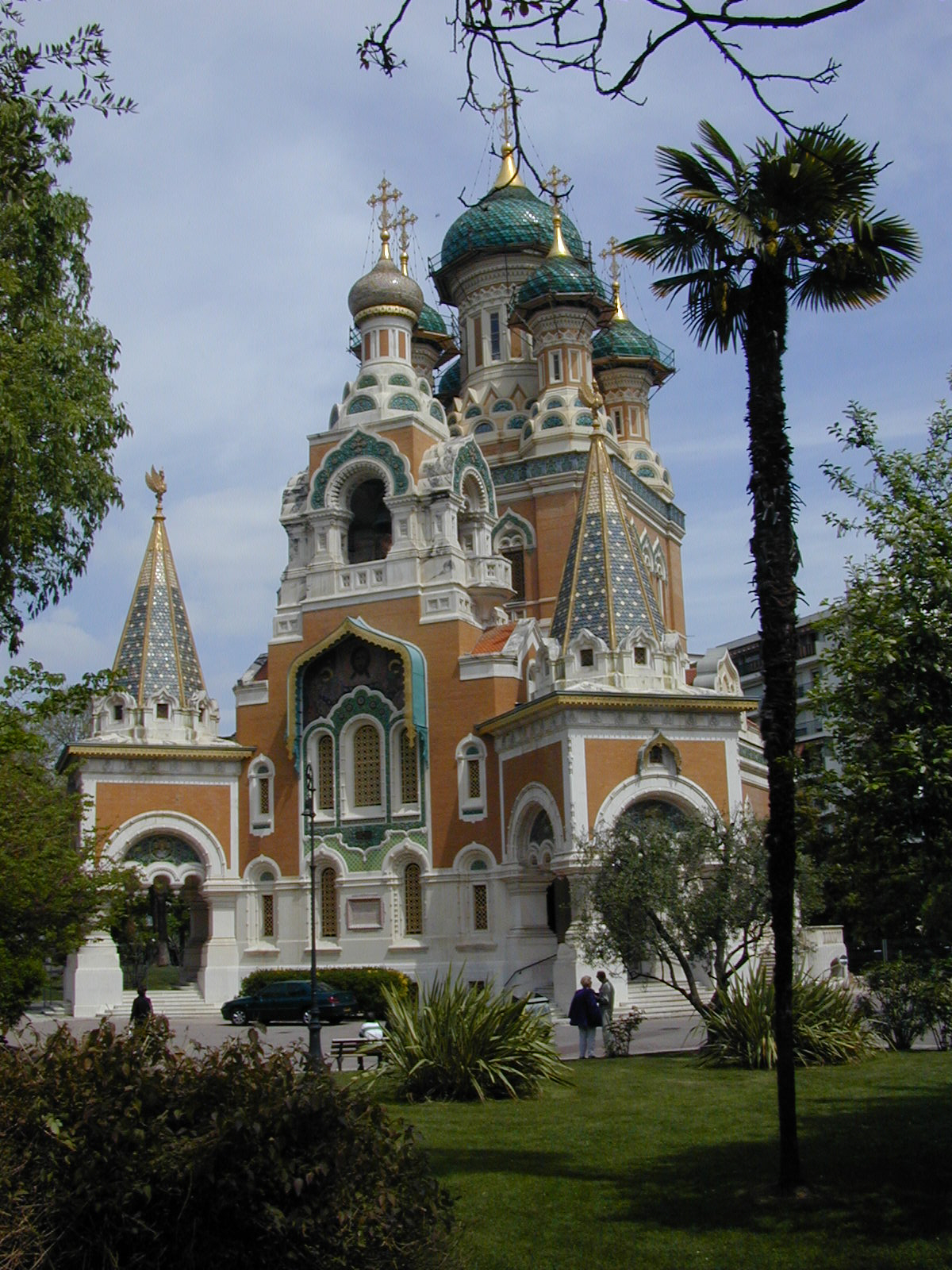
Православна церква святого Миколая
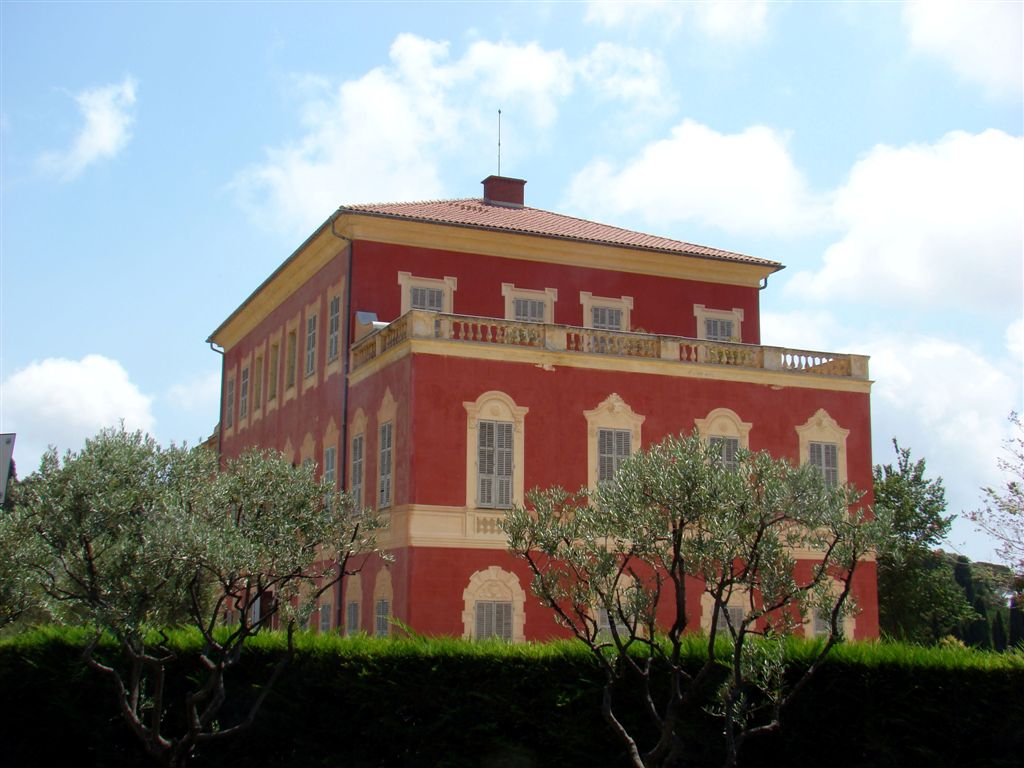
Музей Матісса і його фасад в оптичній ілюзії
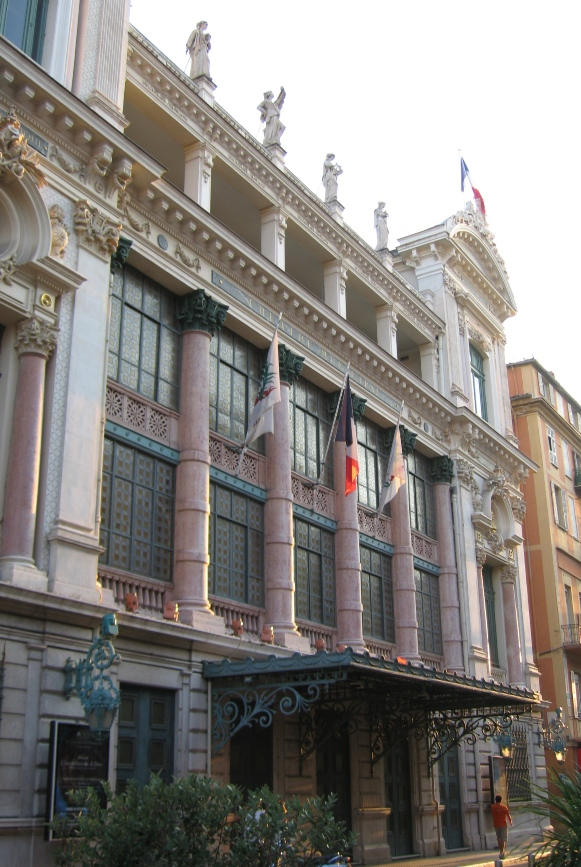
Опера Ніцци
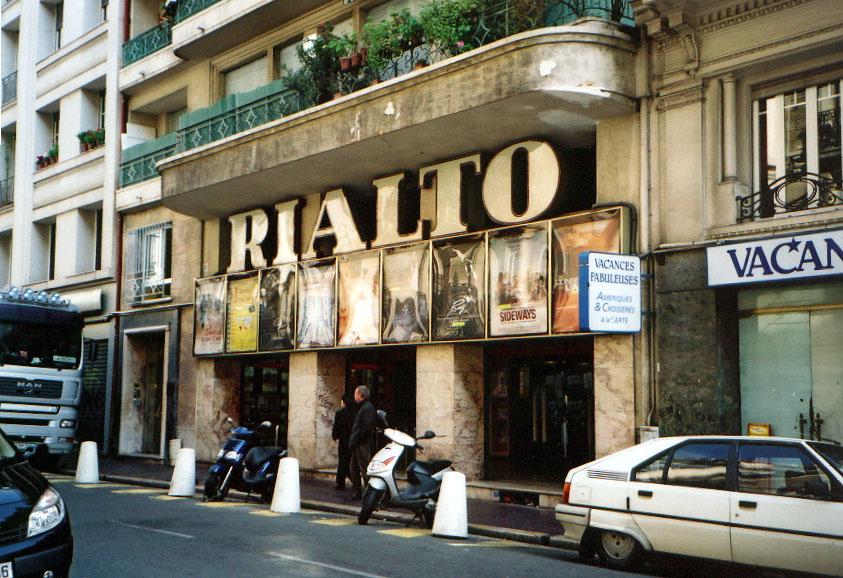
Кінотеатр Ріалто, вулиця Ріволі
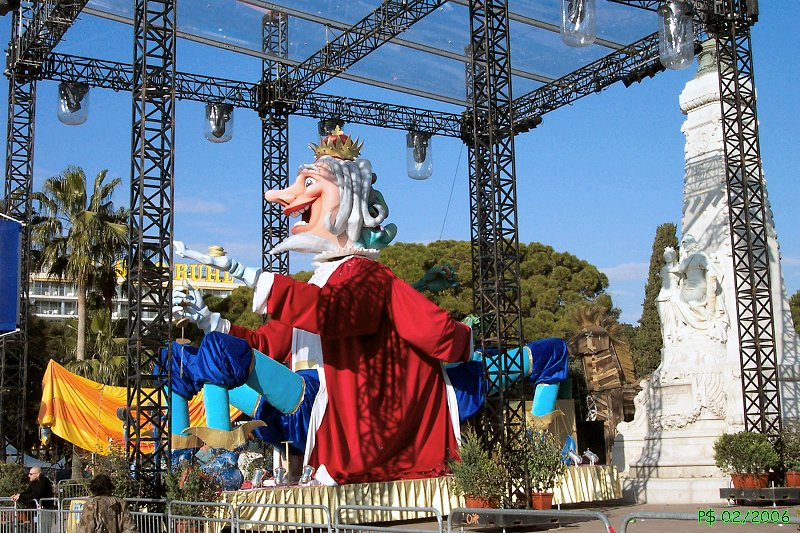
Король карнавалу в Ніцці у 2006
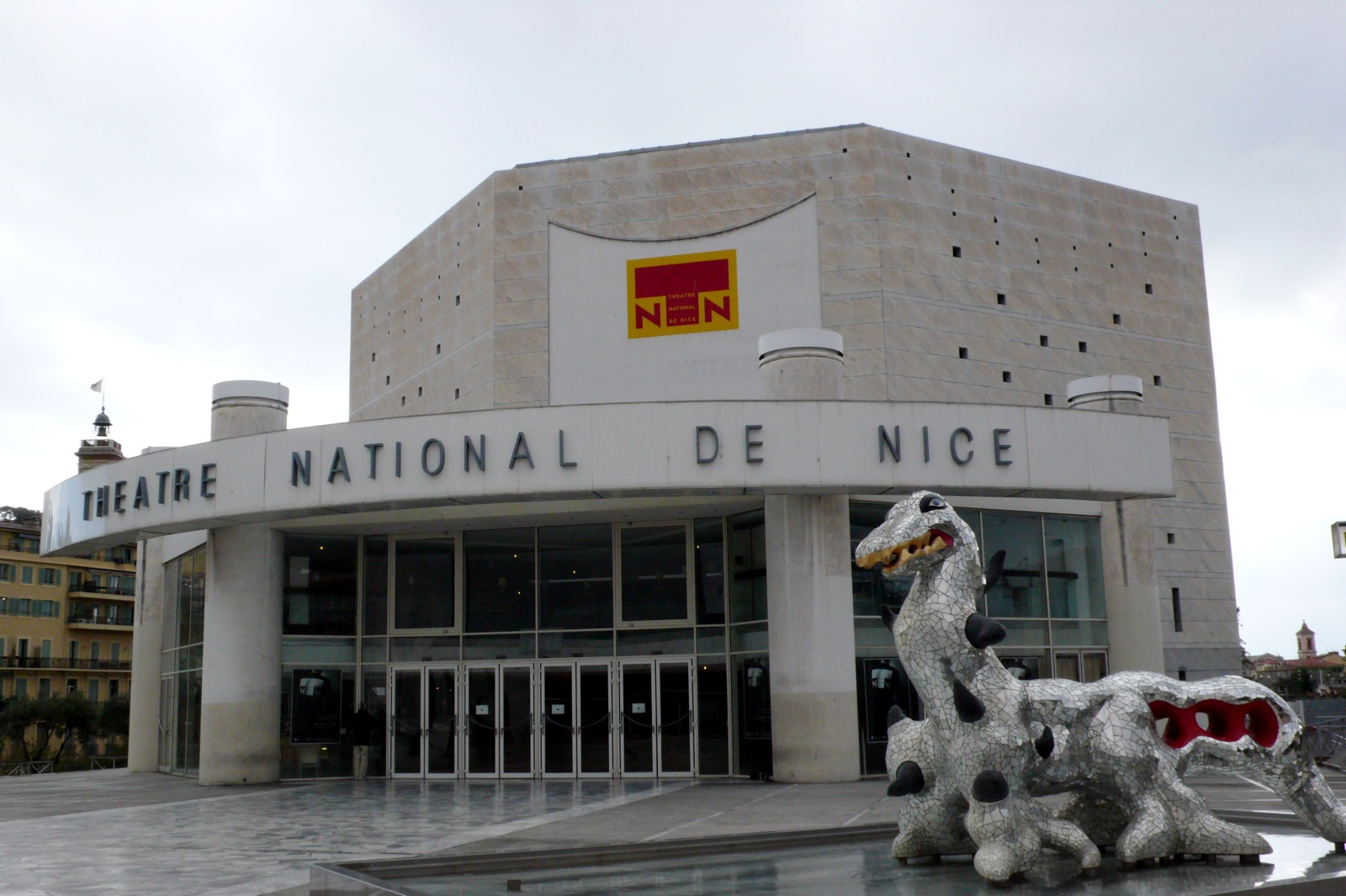
Національний театр Ніцци
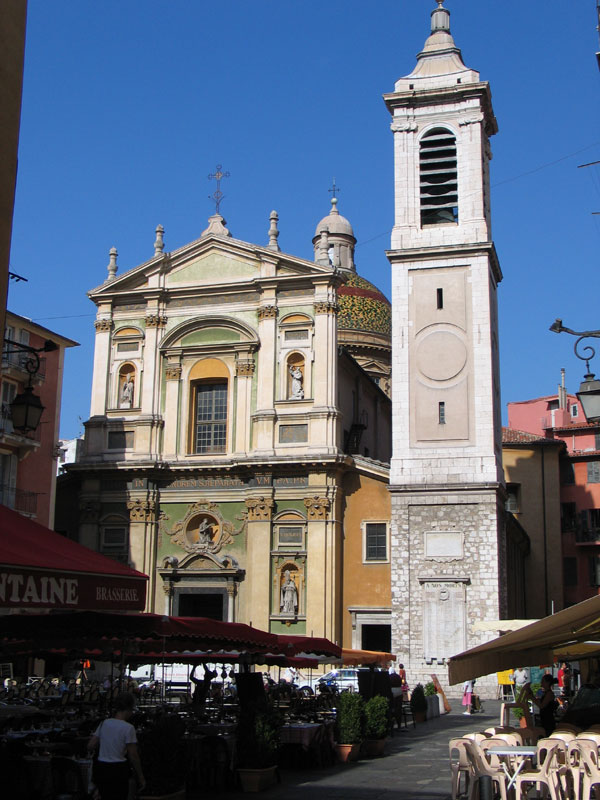
Собор Сен-Репарат
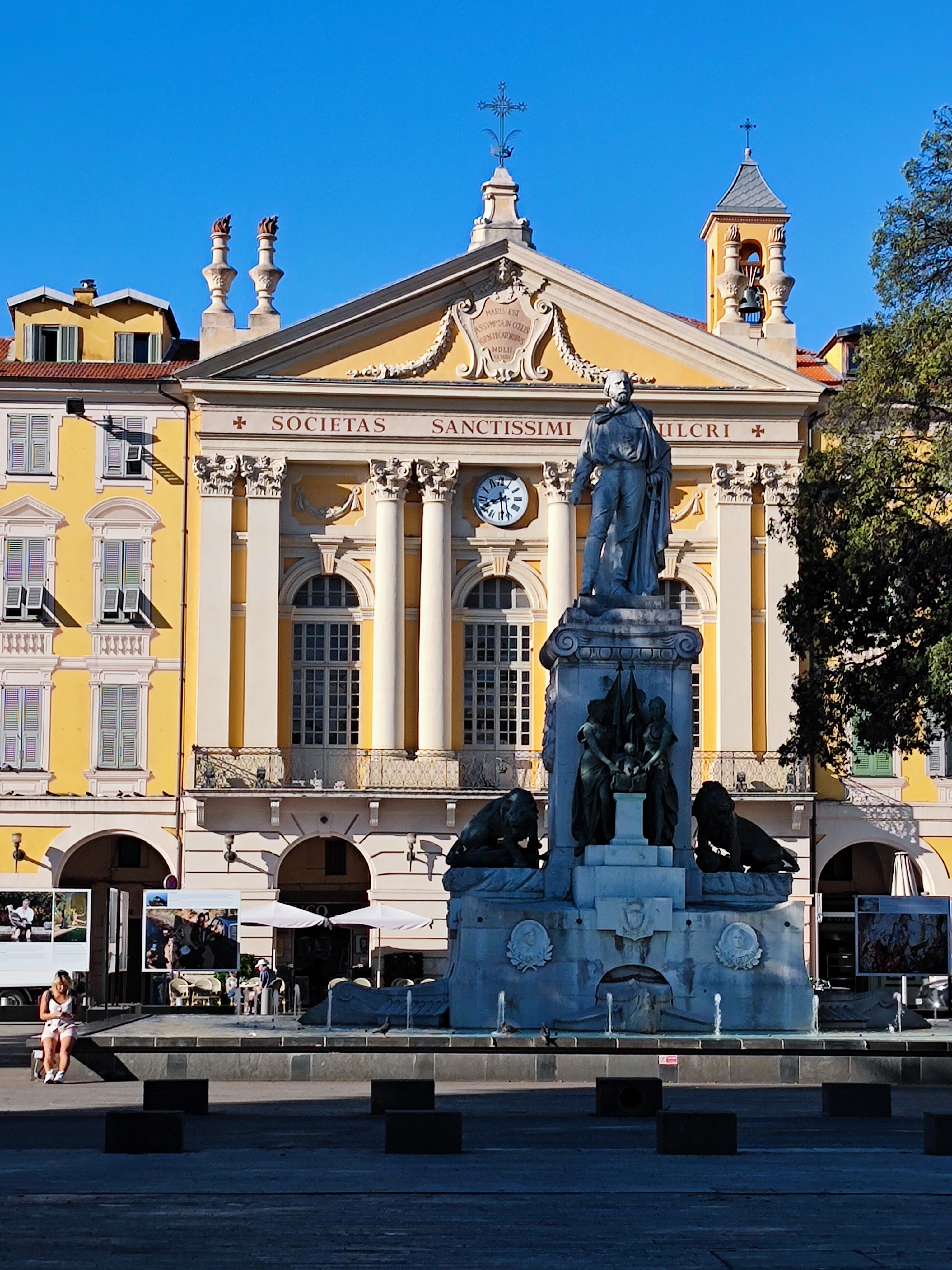
Пам'ятник Джузеппе Гарібальді на однойменній площі в Ніцці